# 拉萼尼

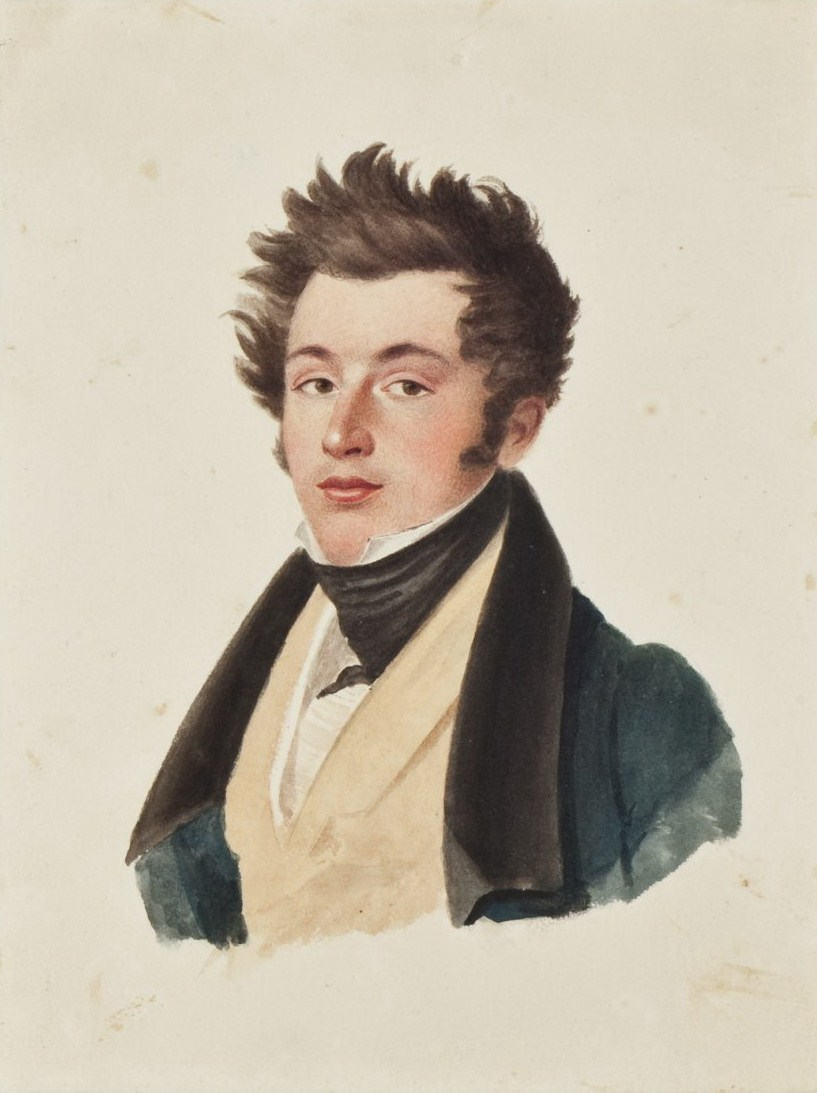
拉萼尼

约瑟夫·泰奥多斯·马里·梅尔基奥尔·德·拉萼尼（法語：Joseph Théodose Marie Melchior de Lagrené，1800年3月14日—1862年1月26日），是一位法国政治家和外交家。

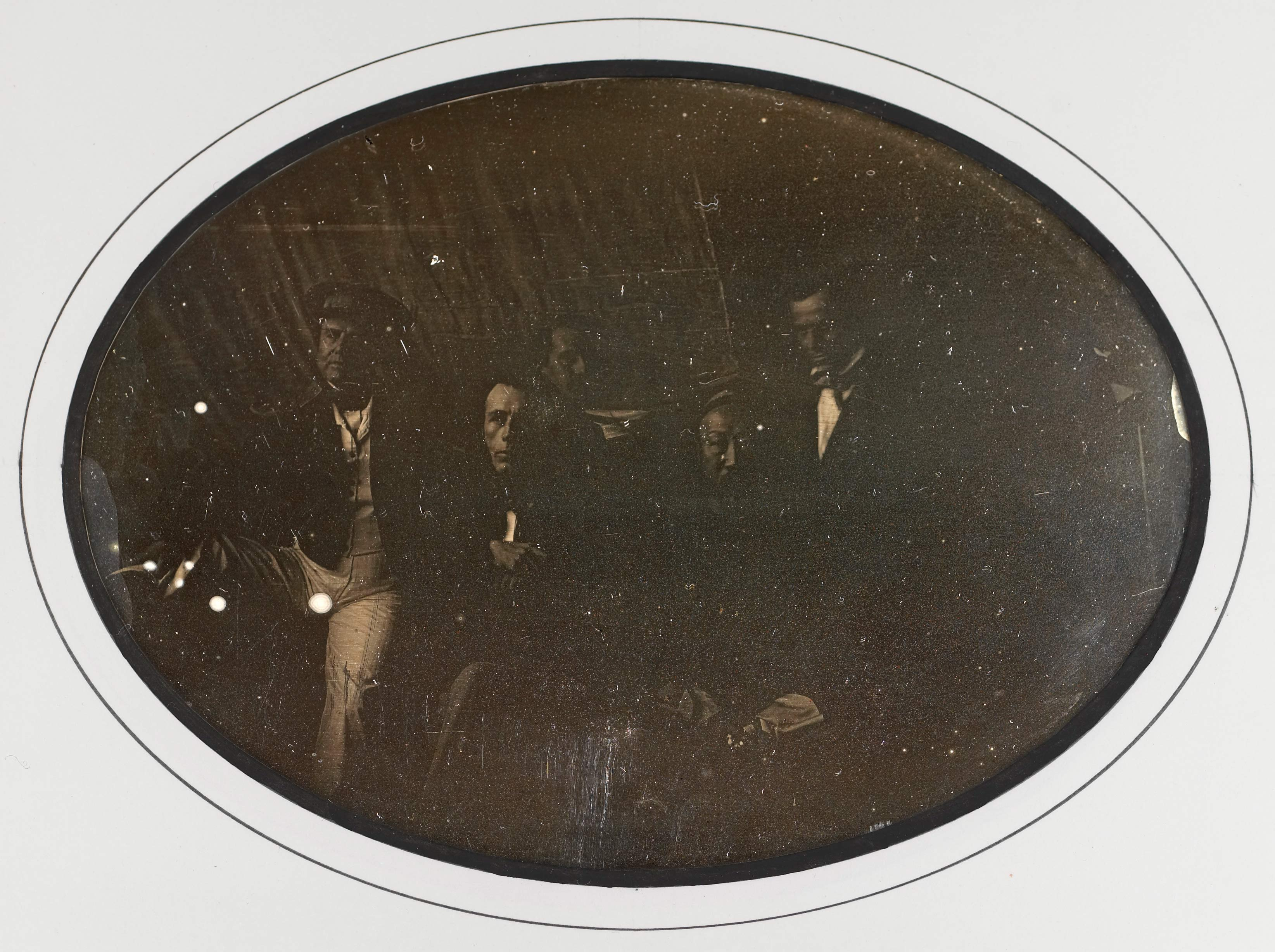
1844年10月24日，拉萼尼（左二）和兩廣總督耆英（右二）代表双方簽署《黃埔条约》（摄影师：于勒·埃及爾（右一））

## 生平
1800年3月14日，拉萼尼出生于亚眠。1834年在圣彼得堡结婚，迎娶女皇的伴娘Warinka Doubenski。1822年加入法国外交部，先后驻莫斯科和希腊使馆。1844年出任中国特使，代表法国与清朝签订黄埔条约。